# Tom Blomqvist
Tom Leonard Blomqvist (Cambridge, 30 novembre 1993) è un pilota automobilistico britannico, campione 2022 del Campionato IMSA WeatherTech SportsCar oltre a essere due volte vincitore della 24 Ore di Daytona, nel 2022 e 2023.
È il figlio del campione del mondo di rally svedese del 1984, Stig Blomqvist.

## Carriera

### Inizi in monoposto
Dopo aver esordito nei kart nel 2004, ed averci corso fino al 2008 vincendo per due stagioni consecutive la NZ Top Half Series - Formula Junior class, il britannico debutta nelle monoposto nel 2009 nella Formula Renault 2.0 Svezia, finendo terzo in campionato. 

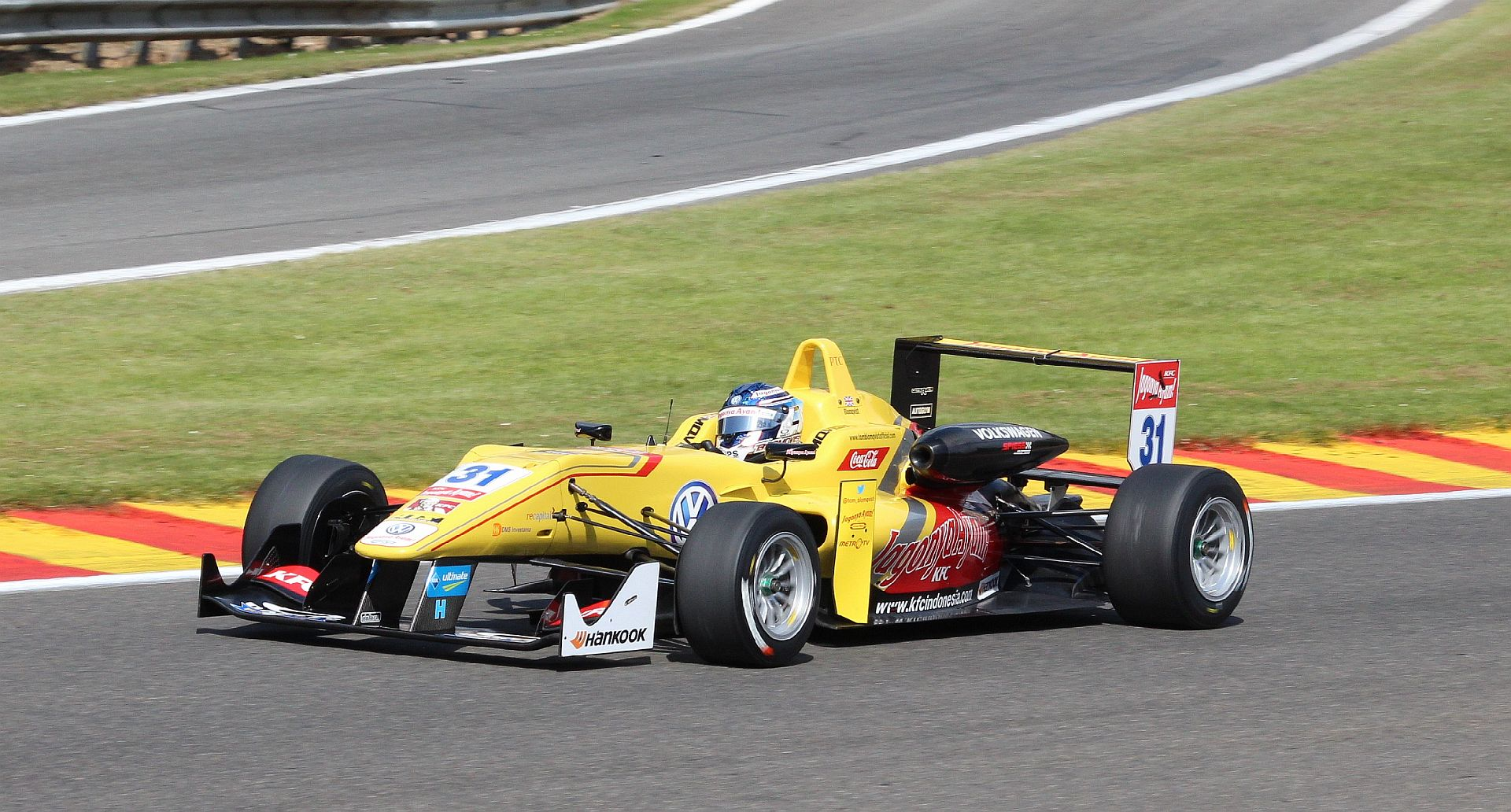
Tom Blomqvist nel 2014 in F3 tedesca

Nella successiva stagione 2010 riesce a conquistare il campionato inglese di Formula Renault a soli 16 anni, con 3 vittorie e 12 podi nell'arco del campionato.
Nel 2011 prende parte alla F3 tedesca finendo sesto in campionato. Nel 2012 al suo impegno in Formula 3 tedesca affianca anche la partecipazione alla F3 europea e F3 Euro Series con il team Ma-Con Motorsport. Conclude al settimo posto la sua prima stagione di F3 europea, posizione che ripete nel 2013, ma passando al team EuroInternational.
Nella stagione 2014 passa al team Carlin Motorsport per la sua terza stagione nella categoria. Si rivela essere la sua migliore stagione, con 6 vittorie e la conquista del secondo posto in classifica generale, dietro Esteban Ocon.

### DTM

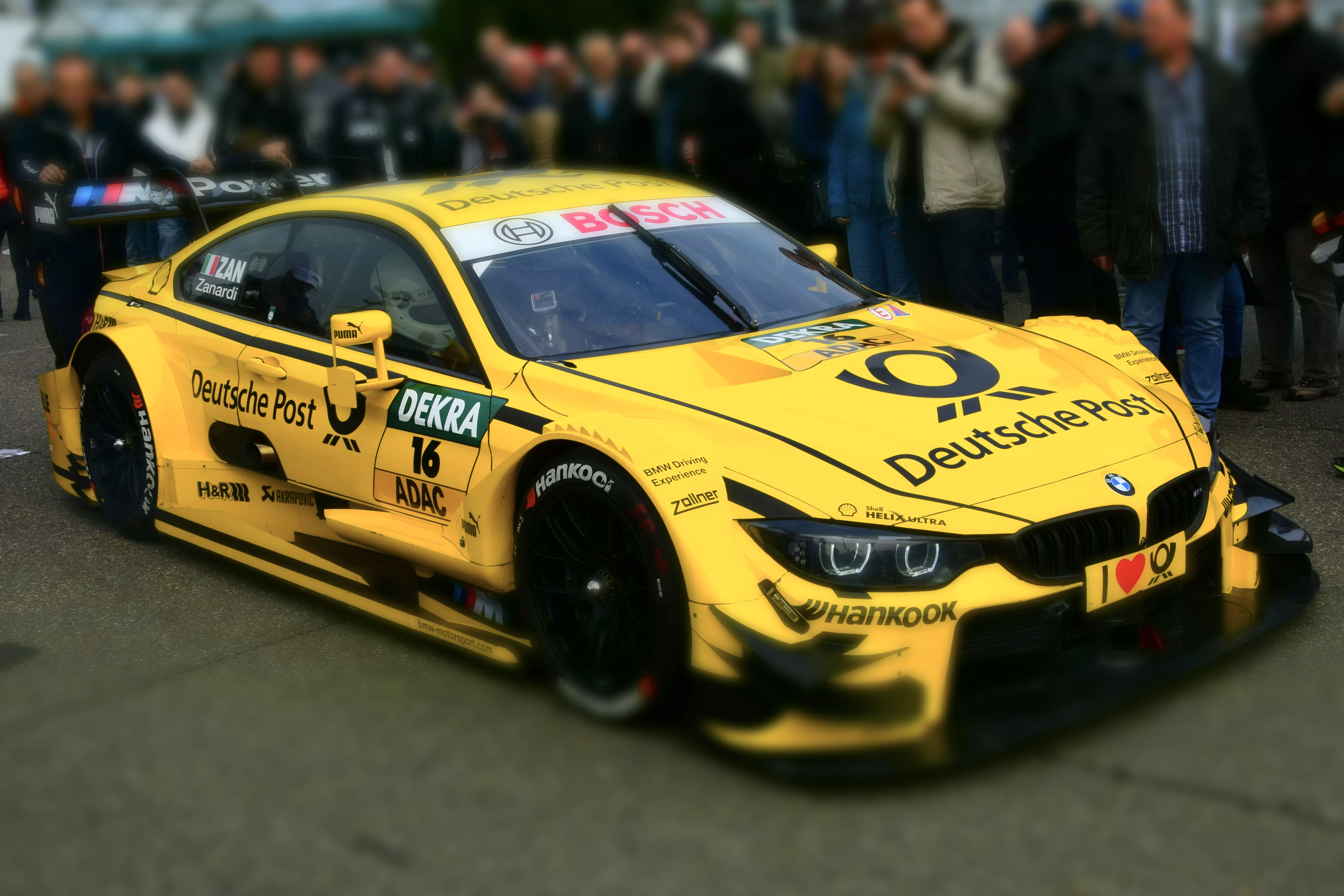
La BMW M4 DTM di Blomqvist utilizzata nel 2015

Nel 2015 passa al campionato DTM legandosi alla BMW. L'inizio nella serie è abbastanza complicato, i primi punti arrivano solo alla settima corsa a Zandvoort. Presa confidenza con la BMW M4 DTM, Blomqvist ottiene, a Oschersleben, la sua prima vittoria nella serie davanti al suo compagno di team Augusto Farfus. Il britannico diventa il più giovane vincitore nella serie (record battuto nel 2022 da Liam Lawson). Nel resto della stagione ottiene altri risultati in zona punti ed chiude quattordicesimo in classifica finale.
Nella stagione 2016, Blomqvist dimostra molta più costanza, non riesce a tornare alla vittoria ma ottiene quattro secondi posti e la sua prima pole position al Norisring. Il britannico chiude al sesto posto in classifica, secondo, dietro a Marco Wittmann, tra i piloti della BMW. 
Blomqvist decide di rimanere nella serie anche per il 2017 sempre con il marchio tedesco. La stagione però è molto negativa, ottiene sì due pole position ma non riesce a tornare a podio e chiude in zona punti in solo quattro gare. Visto i risultati negativi, Blomqvist lascia la serie.

### Formula E
Nella stagione 2017-2018 debutta in Formula E con il team MS&AD Andretti nell'E-Prix di Marrakech 2018, dopo aver saltato la prima gara in favore di Kamui Kobayashi. Conquista un solo arrivo a punti nell'arco di sei gare e viene sostituito per la parte finale della stagione da Stéphane Sarrazin, a causa del suo impegno nel Campionato del mondo endurance. Saltata la stagione 2018-19, viene ingaggiato dal team Jaguar Racing per prendere parte alle due gare finali della stagione a Berlino.
Nel 2020 viene ingaggiato dal team NIO  per prendere parte all'intera stagione. Raggiunge i suoi migliori risultati nell'E-Prix di Roma, grazie a un ottavo posto in gara 1 e un decimo in gara 2. Chiude la stagione con cinque punti, al penultimo posto.

### Endurance
Nella Blancpain GT Series Endurance Cup 2018, alla guida di una BMW M6 GT3 per il Team Walkenhorst Motorsport, Blomqvist e i compagni di squadra Philipp Eng e Christian Krognes hanno vinto la 24 Ore di Spa 2018. Lo stesso anno partecipa a tre gare del Campionato del mondo endurance nella classe LMGTE Pro con la BMW M8 GTE.
Nel 2021 torna a correre nel WEC nella categoria LMP2 con il team Jota Sport. Insieme a Sean Gelael e Stoffel Vandoorne, nella prima gara in Belgio raggiungono il terzo posto, nella seconda in Portogallo conquistano la pole e in gara concludono secondi. Nella 24 Ore di Le Mans 2021 finiscono settimi, secondi nella categoria LMP2, mentre finiscono a podio in entrambe le due gare in Bahrain, chiudendo così al secondo posto nella classifica piloti della classe LMP2.

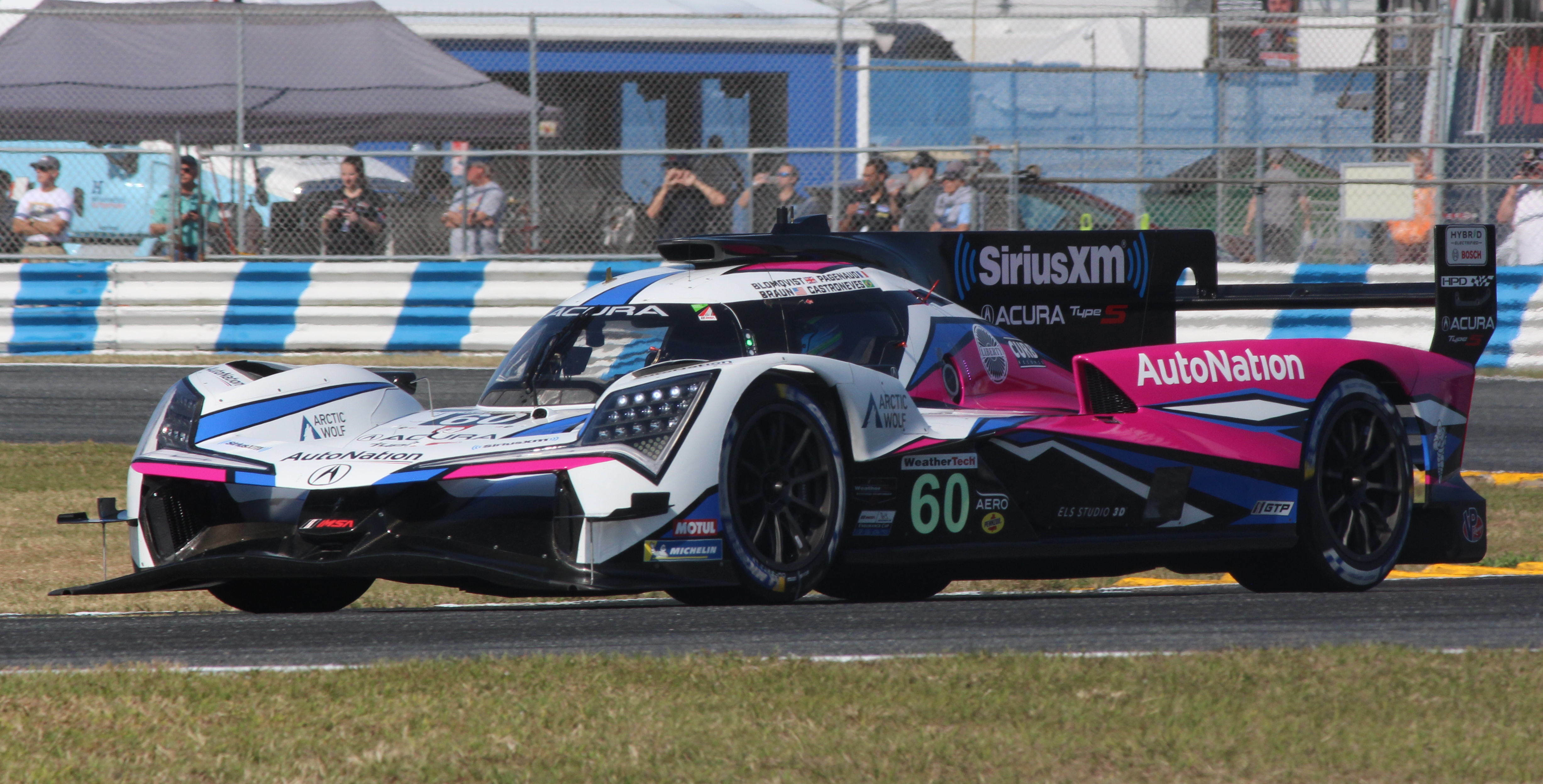
Tom Blomqvist alla guida della Acura ARX-06 durante la 24 Ore di Daytona 2023

Nel 2022 Blomqvist insieme a Hélio Castroneves e Oliver Jarvis, si uniscono al team Meyer Shank Racing e vincono la 24 Ore di Daytona. Con Oliver Jarvis partecipa l'intero campionato IMSA, dopo due piazzamenti in top 5 ottiene ben cinque secondi posti consecutivi. Con la vittoria alla Petit Le Mans il duo si laurea campione davanti a Filipe Albuquerque e Ricky Taylor.
Dopo un anno d'assenza nel 2023 Blomqvist torna nel WEC con il team United Autosports USA, il britannico dividerà l'Oreca 07 con Jarvis e Josh Pierson. In concomitanza continua a correre nell'IMSA, e con la nuova Acura ARX-06 ottiene la sua seconda vittoria nella 24 Ore di Daytona. 
Nel 2025 torna a tempo pieno nella IMSA, guidando l'ARX-06 LMDh del team Meyer Shank Racing in coppia Colin Braun. Prenderà parte alla 24 Ore di Daytona al fianco di Scott Dixon e Felix Rosenqvist. 
Nella stessa stagione arriva il debutto assoluto nella European Le Mans Series con CLX Motorsport in classe LMP2 assieme ad Aleksandr Malykhin e Harry King.

### IndyCar Series
Nel luglio del 2023 debutta in IndyCar Series correndo per il team Meyer Shank Racing sul circuito di Toronto . L'anno seguente viene confermato a tempo pieno dal team Meyer Shank. I risultati sono molto deludenti e dalla gara di Detroit viene sostituito dall'esperto Hélio Castroneves per due corse. Il britannico dopo le due corse di stop non ritorna nella serie, venendo sostituito definitivamente da David Malukas.

## Risultati

### Riassunto della carriera
| Stagione  | Campionato                                | Squadra                   | Gare | Vittorie | Pole | Giri Veloci | Podi | Punti | Pos  |
| --------- | ----------------------------------------- | ------------------------- | ---- | -------- | ---- | ----------- | ---- | ----- | ---- |
| 2009      | Formula Renault 2.0 Svezia                | Trackstar Racing          | 14   | 1        | 0    | 0           | 5    | 66    | 3º   |
| 2009      | Formula Renault 2.0 NEZ                   | Trackstar Racing          | 6    | 0        | 0    | 0           | 2    | 78    | 3º   |
| 2009      | Formula Renault UK Winter Series          | Fortec Motorsport         | 2    | 2        | 0    | 2           | 2    | 68    | 7º   |
| 2010      | Formula Renault UK                        | Fortec Motorsport         | 20   | 3        | 4    | 7           | 12   | 465   | 1º   |
| 2011      | F3 tedesca                                | Performance Racing        | 14   | 1        | 2    | 2           | 4    | 59    | 6º   |
| 2012      | F3 tedesca                                | EuroInternational         | 15   | 5        | 5    | 1           | 10   | 222   | 5º   |
| 2012      | F3 Euro Series                            | Ma-con Motorsport         | 24   | 0        | 0    | 0           | 2    | 157,5 | 7º   |
| 2012      | F3 europea                                | Ma-con Motorsport         | 20   | 0        | 0    | 0           | 2    | 117   | 7º   |
| 2013      | F3 europea                                | EuroInternational         | 30   | 0        | 0    | 0           | 3    | 151,5 | 7º   |
| 2014      | F3 europea                                | Carlin Motorsport         | 33   | 6        | 6    | 9           | 15   | 420   | 2º   |
| 2015      | DTM                                       | BMW Team RBM              | 18   | 1        | 0    | 1           | 1    | 59    | 14º  |
| 2016      | DTM                                       | BMW Team RBM              | 18   | 0        | 1    | 1           | 4    | 113   | 6º   |
| 2016      | Blancpain GT Series Endurance Cup         | Rowe Racing               | 1    | 0        | 0    | 0           | 0    | 0     | N.C. |
| 2016      | Campionato del Mondo Endurance FIA        | Extreme Speed Motorsports | 1    | 0        | 0    | 0           | 1    | 18    | 24º  |
| 2016-2017 | Asian Le Mans Series - GT                 | FIST-Team AAI             | 3    | 0        | 0    | 0           | 0    | 20    | 10º  |
| 2017      | DTM                                       | BMW Team RBM              | 18   | 0        | 2    | 1           | 0    | 25    | 17º  |
| 2017      | Blancpain GT Series Sprint Cup            | Rowe Racing               | 2    | 0        | 0    | 0           | 0    | 8     | 19º  |
| 2017      | Blancpain GT Series                       | Rowe Racing               | 3    | 0        | 0    | 0           | 0    | 5     | 31º  |
| 2017      | Intercontinental GT Challenge             | Rowe Racing               | 1    | 0        | 0    | 0           | 0    | 1     | 16º  |
| 2017      | Campionato FIA GT                         | Rowe Racing               | 0    | 0        | 0    | 0           | 0    | N.A.  | N.P. |
| 2017–2018 | Formula E                                 | MS&AD Andretti            | 6    | 0        | 0    | 0           | 0    | 4     | 20º  |
| 2019-2020 | Formula E                                 | Panasonic Jaguar Racing   | 2    | 0        | 0    | 0           | 0    | 0     | 26°  |
| 2020-2021 | Formula E                                 | NIO 333 Formula E Team    | 15   | 0        | 0    | 0           | 0    | 6     | 24°  |
| 2021      | Campionato del Mondo Endurance FIA - LMP2 | Jota Sport                | 6    | 0        | 2    | 1           | 5    | 131   | 3º   |
| 2021      | Asian Le Mans Series                      | Jota Sport                | 2    | 0        | 0    | 0           | 1    | 28    | 8º   |
| 2022      | 24 Ore di Daytona                         | Meyer Shank Racing        | 1    | 0        | 0    | 0           | 0    | -     | 1º   |
| 2022      | Campionato IMSA                           | Meyer Shank Racing        | 4    | 1        | 0    | 0           | 2    | 1345  | 1º   |
| 2022      | FIA ETCR                                  | Cupra EKS                 | 6    | 1        | 0    | 0           | 4    | 434   | 3°   |
| 2023      | 24 Ore di Daytona                         | Meyer Shank Racing        | 1    | 0        | 0    | 0           | 0    | -     | 1º   |

### Risultati completi DTM
(legenda) (Le gare in grassetto indicano la pole position) (Le gare in corsivo indicano Gpv)
| Anno | Team         | Vettura    | 1   | 2   | 3   | 4   | 5   | 6   | 7   | 8   | 9   | 10  | 11  | 12  | 13  | 14  | 15  | 16  | 17  | 18  | Punti | Pos. |
| ---- | ------------ | ---------- | --- | --- | --- | --- | --- | --- | --- | --- | --- | --- | --- | --- | --- | --- | --- | --- | --- | --- | ----- | ---- |
| 2015 | BMW Team RBM | BMW M4 DTM | HOC | HOC | LAU | LAU | NOR | NOR | ZAN | ZAN | RBR | RBR | MSC | MSC | OSC | OSC | NÜR | NÜR | HOC | HOC | 59    | 14º  |
| 2015 | BMW Team RBM | BMW M4 DTM | Rit | 17  | 22  | Rit | Rit | SQ  | 7   | 18  | 17  | 22† | 8   | 12  | 7   | 1   | Rit | 4   | 7   | 17  | 59    | 14º  |
| 2016 | BMW Team RBM | BMW M4 DTM | HOC | HOC | RBR | RBR | LAU | LAU | NOR | NOR | ZAN | ZAN | MSC | MSC | NÜR | NÜR | HUN | HUN | HOC | HOC | 113   | 6º   |
| 2016 | BMW Team RBM | BMW M4 DTM | 13  | 6   | 2   | 6   | 22  | 11  | 15  | 2   | 16  | 10  | 22  | 2   | 2   | 8   | 22  | 4   | 9   | 7   | 113   | 6º   |
| 2017 | BMW Team RBM | BMW M4 DTM | HOC | HOC | LAU | LAU | HUN | HUN | NOR | NOR | MSC | MSC | ZAN | ZAN | NÜR | NÜR | RBR | RBR | HOC | HOC | 25    | 17º  |
| 2017 | BMW Team RBM | BMW M4 DTM | 16  | 12  | 17  | 17  | 15† | 13  | 6   | 9   | Rit | 7   | Rit | 13  | 16  | 10  | 16  | 13  | 15  | Rit | 25    | 17º  |

### Risultati in Formula E
| Stagione | Squadra                 | Vettura                   | 1      | 2      | 3      | 4      | 5       | 6      | 7      | 8       | 9       | 10     | 11     | 12      | 13     | 14      | 15     | Punti | Pos |
| -------- | ----------------------- | ------------------------- | ------ | ------ | ------ | ------ | ------- | ------ | ------ | ------- | ------- | ------ | ------ | ------- | ------ | ------- | ------ | ----- | --- |
| 2017-18  | MS&AD Andretti          | Spark-Venturi VM200-FE-03 | HKG    | HKG    | MAR 8  | SAN 11 | MEX 15  | PDE 16 | ROM 15 | PAR Rit | BER     | ZUR    | NYC    | NYC     |        |         |        | 4     | 20º |
| 2019-20  | Panasonic Jaguar Racing | Spark-Jaguar I Type-4     | DIR    | DIR    | SAN    | MEX    | MAR     | BER    | BER    | BER     | BER     | BER 12 | BER 17 |         |        |         |        | 0     | 26° |
| 2020-21  | NIO 333 Formula E Team  | Spark-NIO 333 001         | DIR 18 | DIR 18 | ROM 10 | ROM 8  | VAL Rit | VAL 17 | MON 14 | PUE 13  | PUE Rit | NYC 16 | NYC 21 | LON Rit | LON 19 | BER Rit | BER 10 | 6     | 24° |
| Legenda  |                         |                           |        |        |        |        |         |        |        |         |         |        |        |         |        |         |        |       |     |

- G: Pilota col giro più veloce nel gruppo di qualifica.
- *: Fanboost

### Risultati Mondiale Endurance
| Anno    | Squadra           | Classe | Vettura      | SIL | SPA | LMS | NÜR | MEX | COA | FUJ | SHA | BHR | Punti | Pos. |
| ------- | ----------------- | ------ | ------------ | --- | --- | --- | --- | --- | --- | --- | --- | --- | ----- | ---- |
| 2016    | Extreme Speed     | LMP2   | Ligier JS P2 |     |     |     |     |     |     |     | 2   |     | 18    | 24°  |
| Anno    | Squadra           | Classe | Vettura      | SPA | LMS | SIL | FUJ | SHA | SEB | SPA | LMS |     | Punti | Pos. |
| 2018-19 | BMW Team MTEK     | GT Pro | BMW M8 GTE   | 5   |     |     | 2   | 10  |     |     |     |     | 29    | 17°  |
| Anno    | Team              | Classe | Vettura      | SPA | ALG | MON | LMS | BHR | BHR |     |     |     | Punti | Pos. |
| 2021    | Jota Sport        | LMP2   | Oreca 07     | 3   | 2   | 5   | 2   | 2   | 3   |     |     |     | 131   | 2º   |
| Anno    | Squadra           | Classe | Vettura      | SEB | ALG | SPA | LMS | MON | FUJ | BHR |     |     | Punti | Pos. |
| 2023    | United Autosports | LMP2   | Oreca 07     | Rit |     | 2   | 6   |     |     | 8   |     |     | 43    | 12°  |
| Legenda |                   |        |              |     |     |     |     |     |     |     |     |     |       |      |

* Stagione in corso.

### Risultati 24 Ore di Le Mans
| Anno | Team                  | Co-piloti                     | Vettura         | Classe | Giri | Pos. | Pos. classe |
| ---- | --------------------- | ----------------------------- | --------------- | ------ | ---- | ---- | ----------- |
| 2020 | Hub Auto Racing       | Morris Chen Marcos Gomes      | Oreca 07-Gibson | GTE Am | 273  | Rit. | Rit.        |
| 2021 | Jota Sport            | Sean Gelael Stoffel Vandoorne | Oreca 07-Gibson | LMP2   | 363  | 7°   | 2º          |
| 2023 | United Autosports USA | Oliver Jarvis Josh Pierson    | Oreca 07-Gibson | LMP2   | 323  | 18º  | 8º          |
| 2025 | CLX Pure Racing       | Alex Malykhin Tristan Vautier | Oreca 07-Gibson | LMP2   | 358  | 32º  | 14º         |

### Risultati 24 Ore di Daytona
| Anno | Team                                        | Co-piloti                                      | Vettura         | Classe | Giri | Pos. | Pos. classe |
| ---- | ------------------------------------------- | ---------------------------------------------- | --------------- | ------ | ---- | ---- | ----------- |
| 2022 | Meyer Shank Racing                          | Hélio Castroneves Oliver Jarvis Simon Pagenaud | Acura ARX-05    | DPi    | 761  | 1º   | 1º          |
| 2023 | Meyer Shank Racing                          | Hélio Castroneves Colin Braun Simon Pagenaud   | Acura ARX-05    | GTP    | 783  | 1º   | 1º          |
| 2024 | Whelen Engineering Racing                   | Jack Aitken Pipo Derani                        | Cadillac V-LMDh | GTP    | 791  | 2°   | 2°          |
| 2025 | Acura Meyer Shank Racing con Curb-Agajanian | Colin Braun Scott Dixon                        | Acura ARX-06    | GTP    | 781  | 2º   | 2º          |

### Campionato IMSA WeatherTech SportsCar
| Anno    | Squadra                   | Classe | Vettura         | 1     | 2      | 3     | 4     | 5     | 6     | 7     | 8     | 9     | 10    | 11    | Punti | Pos. |
| ------- | ------------------------- | ------ | --------------- | ----- | ------ | ----- | ----- | ----- | ----- | ----- | ----- | ----- | ----- | ----- | ----- | ---- |
| 2018    | BMW Team RLL              | GTLM   | BMW M8 GTE      | DAY   | SEB    | LBH   | HDO   | WGL 8 | MOS   | LIM   | ROA   | VIR   | LGA   | PET   | 23    | 23º  |
| 2019    | BMW Team RLL              | GTLM   | BMW M8 GTE      | DAY   | SEB 7  | LBH 7 | HDO 4 | WGL 7 | MOS 4 | LIM 7 | ROA 5 | VIR 7 | LGA 5 | PET 3 | 258   | 9º   |
| 2022    | Meyer Shank Racing        | DPi    | Acura ARX-05    | DAY 1 | SEB 5  | LBH 4 | LGA 2 | HDO 2 | DET 2 | WGL 2 | MOS 2 | ROA 4 | PET 1 |       | 3432  | 1º   |
| 2023    | Meyer Shank Racing        | GTP    | Acura ARX-06    | DAY 1 | SEB 6  | LBH 6 | LGA 6 | WGL 3 | MOS 1 | ROA 2 | IMS 6 | PET 1 |       |       | 2711  | 3º   |
| 2024    | Whelen Engineering Racing | GTP    | Cadillac V-LMDh | DAY 2 | SEB 10 | LBH   | LGA   | DET   | WGL 8 | ROA   | IMS   | PET   |       |       | 680*  |      |
| Legenda |                           |        |                 |       |        |       |       |       |       |       |       |       |       |       |       |      |

*Stagione in corso.

### Risultati nell'ETCR
| Anno    | Squadra   | Vettura       | FRA | UNG | SPA | BEL | ITA | GER | Punti | Pos. |
| ------- | --------- | ------------- | --- | --- | --- | --- | --- | --- | ----- | ---- |
| 2022    | Cupra EKS | CUPRA e-Racer | 3   | 6   | 9   | 3   | 3   | 1   | 434   | 3°   |
| Legenda |           |               |     |     |     |     |     |     |       |      |

### Risultati IndyCar Series
| Anno | Squadra            | Telaio       | Motore | 1      | 2      | 3      | 4      | 5       | 6    | 7   | 8   | 9   | 10     | 11  | 12  | 13  | 14  | 15  | 16     | 17     | Punti | Pos. |
| ---- | ------------------ | ------------ | ------ | ------ | ------ | ------ | ------ | ------- | ---- | --- | --- | --- | ------ | --- | --- | --- | --- | --- | ------ | ------ | ----- | ---- |
| 2023 | Meyer Shank Racing | Dallara DW12 | Honda  | STP    | TXS    | LBH    | ALA    | IMS     | INDY | DET | ROA | MDO | TOR 25 | IOW | IOW | NSH | IMS | MAD | POR 24 | LAG 26 | 16    | 34°  |
| 2024 | Meyer Shank Racing | Dallara DW12 | Honda  | STP 17 | LBH 22 | ALA 19 | IMS 23 | INDY 31 | DET  | ROA | LAG | MDO | IOW    | IOW | TOR | GAT | POR | MIL | MIL    | NSH    | 46*   |      |

* Stagione in corso.

### Risultati nel European Le Mans Series
| Anno    | Squadra           | Classe | Vettura  | BAR | LEC | IMO | SPA | SIL | ALG | Punti | Pos. |
| ------- | ----------------- | ------ | -------- | --- | --- | --- | --- | --- | --- | ----- | ---- |
| 2025    | CLX – Pure Rxcing | LMP2   | Oreca 07 | 4   |     |     |     |     |     | 12*   |      |
| Legenda |                   |        |          |     |     |     |     |     |     |       |      |

*Stagione in corso.